# Van Dis in Indonesië
Van Dis in Indonesië is een Nederlandse 8-delige documentaireserie van de VPRO, die begin 2012 is uitgezonden op Nederland 2. Het programma is gepresenteerd door schrijver en televisiemaker Adriaan van Dis.

## Format
De wortels van Adriaan van Dis liggen in Nederlands-Indië. Als kind had de schrijver zelfs maar één wens: naar Sumatra afreizen om het tafelzilver op te graven. Maar als volwassene schroomde hij om zijn familiegeschiedenis op te rakelen. Pas nu Van Dis' moeder op honderdjarige leeftijd is overleden, acht hij de tijd rijp om terug te gaan op zoek naar de weerklank van de echo van de Nederlandse aanwezigheid aldaar. Wat is er over van zijn persoonlijke geschiedenis in het huidige Indonesië? Samen met regisseur Hans Pool gaat Van Dis op zoek naar zijn eigen verleden, en de sporen die Nederland in Indonesië heeft achtergelaten. Leeft de Nederlandse aanwezigheid daar nog? Wat is de nawerking van generaties studenten die Nederlands gingen studeren? Hoe zien de Indonesiërs ons vandaag? Van Dis spreekt niet louter met geleerden en historici, maar vooral ook met tweede- en derdegeneratiegenoten die van huis uit herinneringen hebben aan de Nederlandse tijd.

### Afleveringen
4 maart: Aflevering 1: Bestemming hoop
Van Dis in het land waar hij het meest nooit is geweest. Van Dis neemt de veerboot richting Molukken, dezelfde route die zijn moeder nam tijdens haar huwelijksreis in de jaren dertig van de twintigste eeuw.
11 maart: Aflevering 2: Hollandse Duinen
Van Dis bezoekt Surabaya, de geboortestad van zijn vader, oud sergeant bij het Koninklijk Nederlandsch-Indisch Leger. Voor de Indonesiërs is Surabaya de Heldenstad, waar na het uitroepen van de onafhankelijkheid in augustus 1945 de opstand tegen de koloniale heersers begon.
18 maart: Aflevering 3: Soekarno’s kinderen
Als één Indonesisch politicus gevormd is door het Nederlands-Indië van weleer, is het wel de koloniaal geschoolde ingenieur Soekarno. De man die zijn land naar de onafhankelijkheid voerde.
25 maart: Aflevering 4: Verdeel en heers
Een bezoek aan het eiland Ternate, een klein sultanaat in de Noord Molukken. Met het zuidelijker gelegen Ambon de bakermat van Nederlandse aanwezigheid in Indonesië (1607). Vruchtbare grond voor ’s werelds beste kruidnagels, maar ook zaaigrond voor conflicten tussen koloniale heersers en de lokale bevolking.
1 april: Aflevering 5: Economische erfenis
Van Dis gaat met een portefeuille waardeloze ‘Nederlandsch-Indische’ aandelen uit de nalatenschap van zijn moeder op zoek naar de resten van Nederlands ondernemerschap in de tropen. Wat gebeurde er na de nationalisatie van Nederlandse bedrijven en waarom verlieten de Nederlanders zo overhaast het land en maakten ze hun karwei niet af? Vragen die aan bod komen in een gesprek met de nu 83-jarige econoom drs. Subagio, die kort na de onafhankelijkheid op het Ministerie van Financiën werkte.
8 april: Aflevering 6:  Verloren taal
Het Nederlands zette eind 16de eeuw voet aan wal in de Indonesische Archipel. In het spoor van de Verenigde Oost-Indische Compagnie (VOC). Voor delen van de inheemse bevolking opende de taal van de vreemde overheerser een nieuwe wereld van Westerse kennis en cultuur. Maar sloeg het Nederlands ook aan als voertaal in de archipel?
15 april: Aflevering 7:  Het offer van Bali
Bali, het eiland der goden staat onder druk van miljoenen toeristen en migranten werkzaam in de hotelindustrie. Van Dis kijkt achter de façade van ceremonies, traditionele dansen en publieke lijkverbranding. En laat zich tien jaar na de aanslag op een discotheek in Kuta meenemen door gastvrije hindoes op zoek naar harmonie in een veranderende omgeving.
22 april: Aflevering 8:  De wraak van de tijger
Sumatra is het eiland waar de familie van Adriaan van Dis het langst woonde en tijdens de oorlog in Japanse interneringskampen zat. Hij kent het land van verhalen en reist nu achter vergeelde beelden van het familiealbum aan. Met een foto van een doodgeschoten tijger in de hand, trekt hij door een land dat steeds meer tot ontwikkeling wordt gebracht. Hij bezoekt plantages en ziet hoe de tijger door de vooruitgang in de klem beland.